# Trzęsienia ziemi w Kumamoto (2016)
Trzęsienia ziemi w Kumamoto – seria trzęsień ziemi, która miała miejsce 14 i 16 kwietnia 2016 roku i nawiedziła miasto Kumamoto w prefekturze Kumamoto, na japońskiej wyspie Kiusiu. W wyniku wstrząsów zginęło łącznie 50 osób, a w sumie około 3000 osób odniosło obrażenia. Po silnym trzęsieniu w mieście Kumamoto i jego okolicach, wiele budynków zawaliło się i zajęło ogniem. Z poszkodowanego rejonu ewakuowano z domów ok. 70 000 ludzi.

## Pierwsze trzęsienie

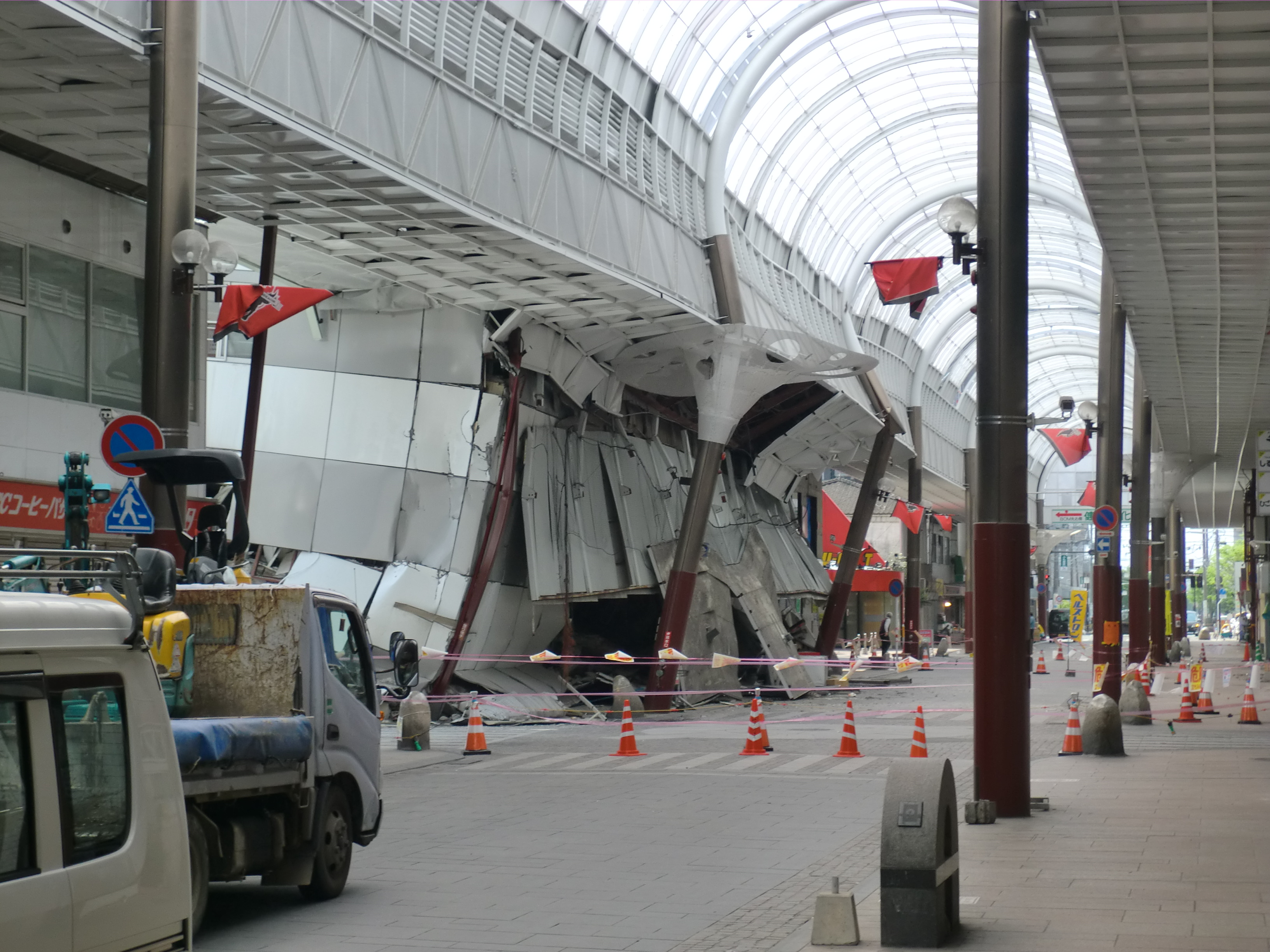
Zniszczenia

Epicentrum trzęsienia ziemi znajdowało się 12 kilometrów na północny zachód od centrum miasta Kumamoto, ale najbardziej dotkniętym obszarem było miasteczko Mashiki, położone w tej samej prefekturze, niedaleko na wschód od miasta Kumamoto. W ciągu dwóch dni zanotowano ponad 140 wstrząsów wtórnych, z czego jedenaście w ciągu godziny. Trzęsienia były odczuwalne na całym obszarze wyspy Kiusiu. Zginęło 9 osób, a 1108 zostało rannych.

## Drugie trzęsienie
16 kwietnia o godzinie 1:25 doszło do trzęsienia ziemi o magnitudzie 7,0 stopni. Wstrząsy były odczuwalne na obszarach Beppu i prefekturze Ōita. Zginęło 41 osób, a 2021 osób zostało rannych.